# Walter VI z Brienne
Walter VI z Brienne (ur. ok. 1304, zm. 19 września 1356 pod Poitiers) – francuski szlachcic i krzyżowiec. Syn Waltera V z Brienne i Joanny z Châtillon, hrabia Brienne w Szampanii oraz hrabia Conversano i Lecce w Italii. tytularny książę Aten jako Walter II. W latach 1342–1343 władca Republiki Florenckiej.

## Wczesne życie

### Rodowód

Herb Waltera VI z Brienne

Początki rodu hrabiów Brienne sięgają X wieku, a za jego pierwszego przedstawiciela uważany jest Engelbert I. Fundatorem potęgi rodu był natomiast Walter I, dzięki któremu od XII wieku hrabiowie Brienne stali się jednym z najznamienitszych rodów hrabstwa Szampanii. Hrabiowie słynęli z uczestnictwa w krucjatach, a także z bardzo aktywnej działalności w Ziemi Świętej przez cały okres XIII wieku. Jeden z przedstawicieli rodu, Jan z Brienne, został królem Jerozolimy (1210–1212) i cesarzem łacińskim (1231– 1237). Przedstawiciele rodu zasłynęli ponadto jako opiekunowie i dobroczyńcy klasztorów i zakonu krzyżackiego w Szampanii. Ojciec Waltera, Walter V, również był dobroczyńcą zakonu na terenie południowej Szampanii - zagwarantował on Krzyżakom z Beauvoir prawo do nabywania na terenie jego hrabstwa.

### Dzieciństwo i młodość
Na temat dzieciństwa Waltera wiadomo bardzo niewiele, nie znana jest nawet data jego urodzenia. Był najstarszym z dwójki dzieci Waltera V, hrabiego Brienne oraz Joanny, córki Gauchera (Waltera) V de Chatillon, konstabla Szampanii. Miał również młodszą siostrę, Izabelę.
W 1308 roku jego ojciec objął władzę nad Księstwem Aten, ale już w następnym roku poległ w bitwie przeciw Kompanii Katalońskiej nad rzeką Kefissos. Zwycięzcy zajęli Księstwo Aten, jednak Joannie udało się zbiec, razem z Walterem i Izabelą, na dwór Andegawenów w Neapolu. Na wygnaniu wdowa po księciu Aten, wraz ze swoim ojcem, starała się stworzyć silną koalicję, która pomogłaby jej przywrócić Waltera, będącego wtedy kilkuletnim dzieckiem, na tron ateński. Zyskali poparcie króla Neapolu Roberta I Mądrego oraz papiestwa, wtedy z siedzibą w Awinionie. Wsparcia szukali również u Wenecjan, którzy jednak odmówili udzielenia im pożyczki i przekazania statków, o które prosili.
Wkrótce rodzina znajdująca się na wygnaniu popadła w spore długi. Ostatecznie, w styczniu 1321 roku uzgodniono, że młody Walter, który właśnie osiągnął pełnoletniość, spłaci wszystkie długi, których wysokość wynosiła 7000 liwrów, zaciągnięte przez oboje jego rodziców w imieniu ich greckich dominiów.

## Działalność polityczna

### Początki kariery
Po osiągnięciu pełnoletności Walter zaczął działać w służbie króla Roberta, dlatego mało interesował się swoimi posiadłościami we Francji, a hrabstwo Brienne zarządzane było przez mandatariuszy, wśród których znalazł się jego dziadek Walter z Chatillon. Na początku lat 30. XIII wieku mianował swoją matkę regentką hrabstwa. Powołał również radę zarządzającą posiadłościami, w skład której wchodzili: jego matka, Tybald de Fontaines, bajlif Brienne oraz Otton de Montangon. Nie porzucił jednak zamiaru odzyskania utraconego dziedzictwa jego ojca. Nadzieje na podbój kraju pokładał przede wszystkim ze spokrewnionymi z nim Andegawenami w Neapolu. Wyrazem bliskich kontaktów Waltera i dworu andegaweńskiego był jego ślub z Beatrycze z Tarentu, bratanicą króla Roberta i córką tytularnego cesarza Konstantynopola, Filipa. Małżeństwo to było częścią przygotowań do planowanego desantu na Grecję, który miał miejsce w latach 1322-1323. Podczas gdy cesarz Filip i jego brat, Jan de Gravina, książę Achai, koncentrowali się odpowiednio na północnej i południowej części półwyspu, sam Walter zaatakował centrum, aby w ten sposób odwrócić uwagę Katalończyków. Jednak kampania nie przyniosła oczekiwanych rezultatów, nie licząc zaangażowania florenckiego rodu Acciaiuoli w sprawy greckie.

W tamtym okresie Walter szczególnie związany był z księciem Kalabrii Karolem, synem Roberta Mądrego, który był jego najbliższym współpracownikiem i zwolennikiem jego powrotu na tron ateński. W połowie lat 20. został wysłany przez Karola do Florencji, która poddała się władzy Andegawenów ze względu na kryzys wewnętrzny. Walter na czele 400 rycerzy wyruszył do miasta, gdzie dotarł 17 maja 1326 roku. Wraz z żoną rezydował w skromnym pałacu Palazzo Mozzi. Przez ponad dwa miesiące zastępował w rządzeniu księcia Kalabrii, aż do czasu jego przybycia. Florentczycy dobrze wspominali krótki okres jego rządów w mieście. Kronikarz florencki Giovanni Villani opisał hrabiego Brienne w następujący sposób: 
“[Walter] wiedział jak mądrze rządzić, był roztropnym i życzliwym panem”. 

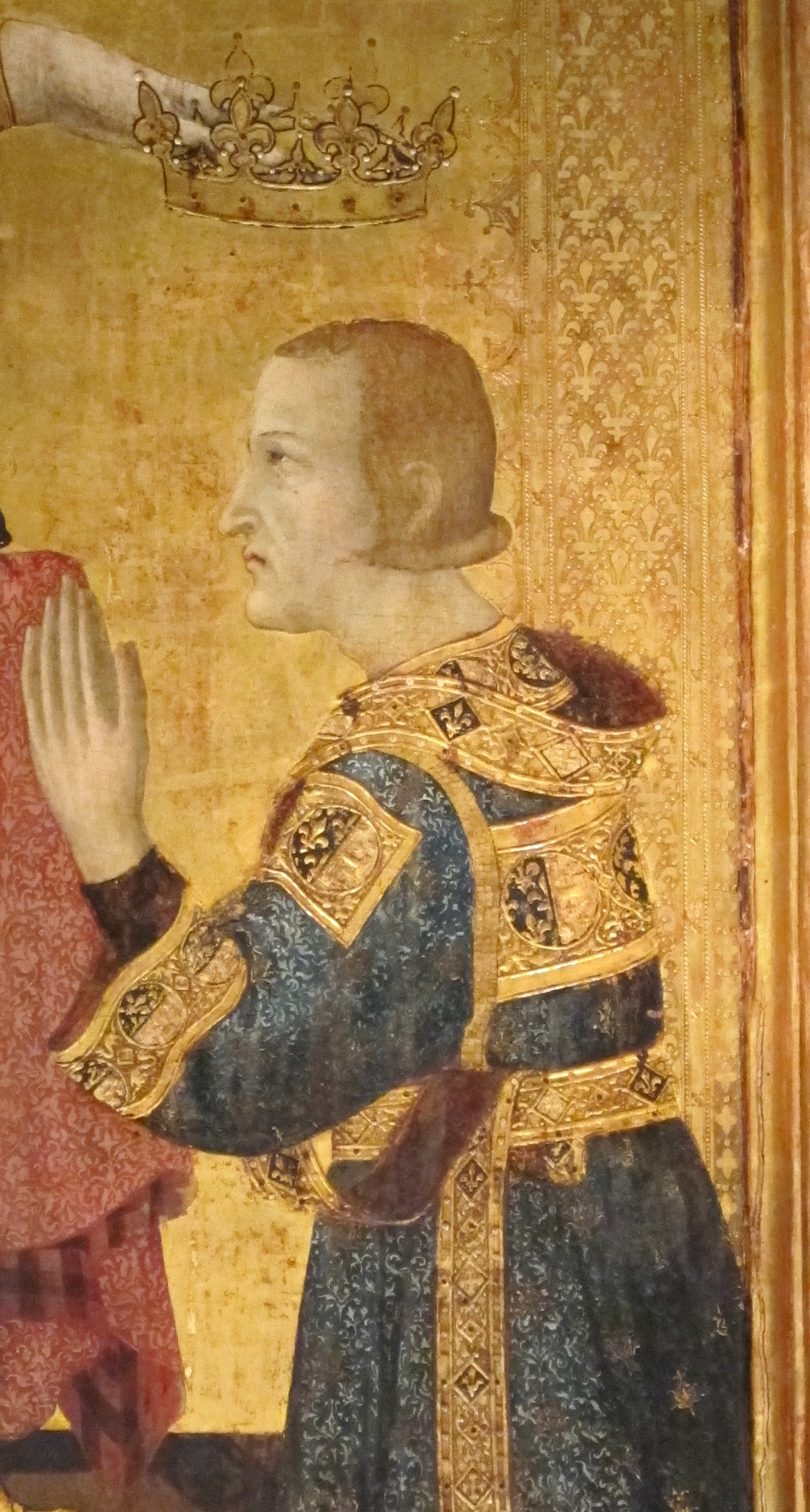
Robert I Mądry, król Neapolu

Podczas walk, które w ciągu następnych kilku lat wstrząsnęły środkowymi Włochami, Walterowi prawdopodobnie powierzono na pewien okres Rieti, tak jak wcześniej Florencję.

### Krucjata z lat 1331-1332
Po przedwczesnej śmierci księcia Kalabrii w listopadzie 1328 roku Walter stracił swojego najpotężniejszego zwolennika z dynastii Andegawenów. Z drugiej strony jego śmierć uwolniła Waltera od obowiązku służby wobec księcia, co pozwoliło mu wynieść się do roli przywódcy w realizacji jego największego pragnienia, jakim było odzyskanie księstwa Aten. Plany ekspedycji Waltera znalazły poparcie zarówno u króla Roberta, jak i Filipa z Tarentu. Filip dostrzegł, że zamiary Waltera są zbieżne z jego własnymi planami podboju Cesarstwa Łacińskiego, których nigdy nie porzucił. Z kolei król Neapolu miał nadzieję, że Walter maszerując przez Grecję w drodze do walki z Katalończykami, mógł zapewnić ponowne oddanie despotatu Epiru Andegawenom.
Swojego poparcia udzielił również papież Jan XXII, który wyniósł kampanię do rangi krucjaty. Jan XXII, podobnie jak jego poprzednik Klemens V, był gorliwym działaczem w sprawie hrabiego, pisząc w jego imieniu do Wenecji i zlecając arcybiskupowi Patras i Koryntu, by ogłosił krucjatę przeciwko Katalończykom, którzy jego zdaniem mieli zająć dziedzictwo prawowitego księcia Aten, a także prześladować duchownych i wiernych na terenie Attyki. W tym czasie Wenecjanie, którzy mogli przyczynić się do sukcesu wyprawy, odnowili rozejm z Katalończykami w Tebach. W celu zebrania funduszy na odzyskanie księstwa Walter musiał zastawić posag swojej żony.
Latem 1331 roku wojska zebrały się w Brindisi. Kiedy Walter wyruszył na Epir, towarzyszyła mu kompania złożona z 800 francuskich rycerzy, 500 doborowych toskańskich zbrojnych i oddziału żołnierzy z jego posiadłości w Lecce. Kampania rozpoczęła się bardzo obiecująco - zdobył wyspę Santa Mavra, która od około 1300 roku należała do hrabiów Kefalonii, a od czasu ich uzurpacji stanowiła część Despotatu Epiru. Na stałym lądzie w jego ręce wpadła twierdza Wonitsa, oraz miasto Arta, stolica Epiru. Efektem tych wszystkich działań było zmuszenie despoty do ponownego uznania zwierzchnictwa króla Neapolu. Dzięki temu Walter mógł dążyć do realizacji swojego prawdziwego celu. Kiedy jednak przystąpił do ataku na Katalończyków, przekonał się, że ma do czynienia z ostrożnymi strategami, którzy nigdy nie dali szansy jego kawalerii na wykazanie się w boju. Ich plan kampanii polegał na pozostaniu w swoich twierdzach, w Beocji i Attyce, aby wojska francusko-włoskie wyczerpały swoje siły i zasoby na otwartym terenie.
Walter nie obliczył ponadto kosztów przedłużającej się wyprawy, tak że wkrótce okazało się, że nie jest w stanie ponieść wydatków na tak dużą liczbę zbrojnych, zwłaszcza że francuski kontyngent oczekiwał wysokiego żołdu i obfitych racji żywnościowych. Mniejsze siły miałyby większe szanse powodzenia, gdyby zostały wsparte przez Greków, ale rodowici Ateńczycy i Bceoci nie okazywali chęci do walki za prawowitego księcia ani do pomszczenia śmierci jego ojca. Beznamiętnie przyglądali się toczonym walkom, podczas gdy nadzieje Waltera z dnia na dzień malały. Na początku 1332 roku wycofał się na Moreę, skąd, po daremnej próbie zmuszenia Katalończyków do poddania się przy pomocy arcybiskupa Patras, Franpaginiego, który groził Katalończykom ekskomuniką, wyruszył statkiem do Brindsi. Zdaniem kronikarza Giovanniego Villaniego Walter miał zbyt mało wojska, aby odnieść szybkie i decydujące zwycięstwo, ale jednocześnie zbyt dużo, aby przeprowadzić długą i kosztowną kampanię, w której Katalończycy ostatecznie go pokonali.
Jak się okazało, to właśnie początkowe zdobycze, Leukada i Wonitsa, były trwałym osiągnięciem kampanii Waltera. Początkowo rządził nimi za pośrednictwem serii francuskich kasztelanów, począwszy od Jana z Mandalée. Jednak w 1343 roku następca Mandalée, Jan Clignet, został wezwany do Neapolu, by odpowiedzieć za złe administrowanie. Prawdopodobnie w tym samym roku Walter przyznał gubernatorstwo Leukady swojemu weneckiemu sojusznikowi, Giorgiemu Zorzi, zaś w połowie lat 50. przekazał mu posiadłość jako lenno. Walter zatrzymał te posiadłości, obok Argos i Napulii, ponieważ w przyszłości miały mu służyć jako bazy wypadowe dla dalszych podejmowanych wypraw przez Adriatyk. W rzeczywistości jego szanse na odzyskanie księstwa Aten przepadły i już nigdy ponownie nie pojawił się w Grecji.

### Początki wojny stuletniej
Po niepowodzeniach w Grecji Walter udał się do Francji. Jest bardzo możliwe, że podczas pobytu w tym kraju podejmował starania, aby zainteresować swoimi planami zarówno koronę francuską, jak i papiestwo. Szybko jednak został wplątany w pierwsze kampanie wojny stuletniej, która wybuchła w 1337 roku. Pierwsza faza wojny (1337-1341) koncentrowała się przede wszystkim na północno-wschodniej Francji i Niderlandach. Już w 1338 roku Walter służył pod dowództwem swojego krewnego Raoula I z Brienne, hrabiego Eu i konstabla Francji. Rok później Walter był częścią zastępu, który sam król Filip VI poprowadził do Pikardii. Wszystko wskazywało na to, że dojdzie do pierwszego poważnego starcia w tej wojnie, ale król ostatecznie nie zdecydował się na podjęcie bitwy.
W roku 1340, kiedy Raul oraz jego syn, hrabia Guînes, bronili miasta Tournai, które było oblegane przez Edwarda III, król Filip zebrał wielką armię, w szeregach której znalazł się również Walter, i przybył na miejsce, by odciążyć wojska konstabla. Po raz kolejny nie doszło jednak do decydującej bitwy, zaś obie strony zawarły rozejm 24 września. Dzięki temu Walter miał możliwość wycofania się z wojny i ponownego zwrócenia uwagi na swoje greckie plany. Być może pod koniec 1341 roku przebywał w Awinionie, próbując zainteresować swoimi planami papieża Benedykta XII, choć najwyraźniej jego agitacja nie przyniosła oczekiwanych skutków. Na początku lat 40. wziął również udział w wyprawie krzyżackiej do Prus.

## Władca Florencji

### Florencja w na przełomie lat 30. i 40. XIV wieku
Od połowy lat 30. XIV wieku Republika Florencka pogrążała się w kryzysie. Na początku dotknęły ją reperkusje związane z pierwszą fazą wojny stuletniej. Czołowe florenckie korporacje bankowe, firmy Bardi i Peruzzi, pożyczyły królowi Anglii Edwardowi III w pierwszych latach konfliktu ponad milion koron. Niewypłacalność monarchy, mimo iż nie była bezpośrednią przyczyną kryzysu, sprawiła, że sieć bankowa była poważnie przeciążona.
Ze swojej strony gmina z trudem podnosiła się po niezwykle kosztownej wojnie z rywalem, Mastino della Scala, panem Werony i Lukki. Sytuacja uległa pogorszeniu, a nie poprawie, gdy rząd florencki zawarł pokój z Mastinem, kupując od niego Lukkę za sumę 250 000 florenów. Zaniepokojeni tak znaczącą zmianą w lokalnej równowadze sił, Pizańczycy natychmiast oblegli Lukkę, podczas gdy wiele innych miast zjednoczyło się, obawiając się przejęcia władzy przez Florentyńczyków.
Skutkiem tych wydarzeń był koniec finansowej i gospodarczej prosperity miasta. Wysoko postawienie wierzyciele Florencji, król Neapolu i papież, zażądali natychmiastowego zwrotu swoich wkładów. Firmy masowo bankrutowały, zwalniano robotników, a rzemieślnicy, handlarze i przedsiębiorcy tracili swoje oszczędności. Na początku lat 40. czynsze spadły o dwadzieścia pięć procent, zaś wynagrodzenia zmalały o dwadzieścia pięć aż do czterdziestu procent. Z powodu kryzysu ucierpieli najbardziej ludzi z najniższych warstw społecznych. W latach 1339–1341 przez Florencję przetoczyły się klęski głodowe i epidemie - według Villaniego w roku 1340 w okresie szczytowym epidemii we Florencji zmarło piętnaście tysięcy osób. W 1341 roku podatki przestały wystarczać na pokrywanie kosztów związanych z prowadzeniem awantur wojskowych, zaś ok później komuna florencka oficjalnie zbankrutowała.

### Okres rządów
Ponieważ elita florenckich przedsiębiorców i bankierów nie mogła poradzić sobie z kryzysem, postanowiono ponownie szukać wsparcia u sił z zewnątrz. Wybór padł na Waltera, którego kandydaturę popierały wpływowe rodziny Bardich, Peruzzich i Acciaiuolich. Hrabia Brienne spowinowacony był z królem Neapolu oraz miał przyjazne stosunki z dworem papieskim w Awinionie, którego pieniędzmi obracały głównie banki florenckie. Walter służył ponadto jako poprzednik Karola z Kalabrii we Florencji w 1326 roku. Chociaż Walter rządził tylko przez krótki czas, pozostawił po sobie imponującą ilość dobrej woli. Warto też podkreślić, że mimo niepowodzeń w kampanii greckiej Walter został zapamiętany jako świetny dowódca wojskowy. Jego głównym zadaniem miało być przerwanie okrążenia Lukki i przywrócenie Florencji do jej dawnej świetności.
Walter przyjął propozycję objęcia głównego dowództwa nad armią bez wahania. Wiosną 1342 roku wyruszył do Neapolu, aby zebrać armię, a w maju dotarł pod Lukkę. Chociaż nie udało mu się zmusić Pizańczyków i ich sojuszników do przerwania oblężenia, oburzenie opinii publicznej we Florencji skierowane było nie przeciwko niemu, ale przeciwko tym, którzy tak długo źle zarządzali sprawami miasta. 8 września rodziny sprawujące rządy we Florencji zwołały parlamento, na który zostali wzywani wszyscy mężczyźni powyżej czternastego roku życia. Zgromadzeni zostali na centralnym placu, Piazza della Signoria, i zostali poproszeni o zatwierdzenie Waltera z Brienne jako pana (signior) Florencji na okres jednego roku. Nieoczekiwanie jednak lud, który był nieprzychylnie nastawiony do potężnych rodzin florenckich, zamiast tylko wyrazić zgodę zaczął domagać się, aby Walter został ich stałym władcą.
Jako władca Florencji szybko ugruntował swoją pozycję, występując przeciwko kilku najbogatszym i najpotężniejszym członkom elity. Giovanni de Medici i Guglielmo Altoviti zostali straceni, a inni zostali wygnani. W przeciwieństwie do różnych późniejszych wyroków śmierci, które poważnie osłabiły jego pozycję, te przyniosły Walterowi sławę i umocniły jego autorytet wśród Florentczyków. Walter ciągle utrzymywał bliskie kontakty z Robertem andegaweńskim, który w korespondencji doradzał mu w jaki sposób ma rządzić Florencją. Zalecał mu między innymi, aby zachować tych ludzi, którzy wcześniej rządzili, i rządzić zgodnie z ich radami.

Sztandar Waltera VI jako władcy Florencji

Najpilniejszym problemem, przed którym stanął jako signior, były niezwykle wysokie wydatki rządowe, których większość pochłonęła wojna z Pizą. Negocjacje Waltera z tym miastem nie doprowadziły do odzyskania Lukki, lecz do honorowego i możliwego do zaakceptowania rozejmu. Chociaż było to słuszne postępowanie, zostało ono w owym czasie srogo skrytykowane, między innymi dlatego, że Walter został wyniesiony na signiora Florencji właśnie po to, by odzyskać Lukkę. Zwolnił z wygnania rodziny Baldich, Frescobaldich i Pazzich, którym powierzał ważne funkcje administracyjne i misje dyplomatyczne. W kwestii rachunków publicznych, Walter zawiesił przeznaczanie podatków pośrednich na spłatę długów i odsetek. Przywrócił estimo (podatek bezpośredni pobierany w samej Florencji), dbając jednocześnie o bardziej efektywne ściąganie podatków na terenach wiejskich. Ponadto obniżył podatki na najemnych żołnierzy z czterdziestu tysięcy do dziesięciu tysięcy florenów rocznie. Działania te były odpowiednie do ratowania ﬁnansów gminy, ale były bardzo szkodliwy dla florenckiej elity bankowej i jej interesów biznesowych. W istocie Walter pogorszył trudną sytuację, kiedy zachęcił dużą liczbę wygnańców do powrotu do miasta, co jeszcze bardziej zwiększyło poczucie elit, że ich dominacja jest zagrożona.
Wraz ze wzrastającą niechęcią elit hrabia Brienne zaczął opierać swoje rządy na niższych warstwach społecznych. Wpływowy cech wełniarzy udzielił Walterowi przywilej obsadzania ważnych stanowisk cechu według własnego uznania i samodzielnego decydowania w sprawach napływających petycji. Signior szybko wykorzystał ten przywilej - na prośbę farbiarzy uwolnił ich od podległości potężnej gildii wełniarzy i dał im zgodę na założenie własnej. Wtedy po raz pierwszy w historii miasta zostały uznane polityczne roszczenia warstw niższych. Po tym wydarzeniu jeszcze usilniej starał się znaleźć poparcie wśród ludu niższego. Zmniejszył kary grożące drobnym przemytnikom pszenicy, ułaskawił robotnika przemysłu wełniarskiego skazanego przez cech na karę śmierci, a na urząd priora powoływał nawet rzeźników. Chociaż cieszył się ogromną popularnością wśród ludu, to był szczerze znienawidzony przez florencką elitę. Na wiosnę 1343 roku zaczęto spiskować przeciw władcy, jednak żaden ze spisków nie doszedł do skutku. Zarzucano mu, że otacza się Francuzami i zbytnio hołduje francuskiej modzie i obyczajom.
Tymczasem Walter dawał warstwom niższym coraz więcej przywilejów. Upoważnił on pracowników cechu wełniarskiego do organizowania się w paramilitarne jednostki. Za swoje pieniądze podarował im mundury, herby i sztandar - insygnia, które wcześniej zastrzeżone były wyłącznie dla większych cechów. Na Wielkanoc 1343 roku hrabia Brienne zorganizował turniej, w którym występowały brygady niższych warstw, w dodatku za zgodą Waltera zostali zapowiedzeni jako “możni”. Wydarzenie to wywołało publiczny skandal i spotkało się z ogromnym oburzeniem elit. Do kolejnego skandalu doszło 24 czerwca, w dzień świętego Jana, największego święta Florencji, kiedy Walter zezwolił sześciu brygadom robotników cechu wełniarskiego na udział w uroczystościach miejskich. Tego dnia po raz pierwszy robotnicy szli ulicami obok przedsiębiorców z wpływowych cechów, co przez tych drugich zostało odebrane jako publiczne upokorzenie.

### Upadek

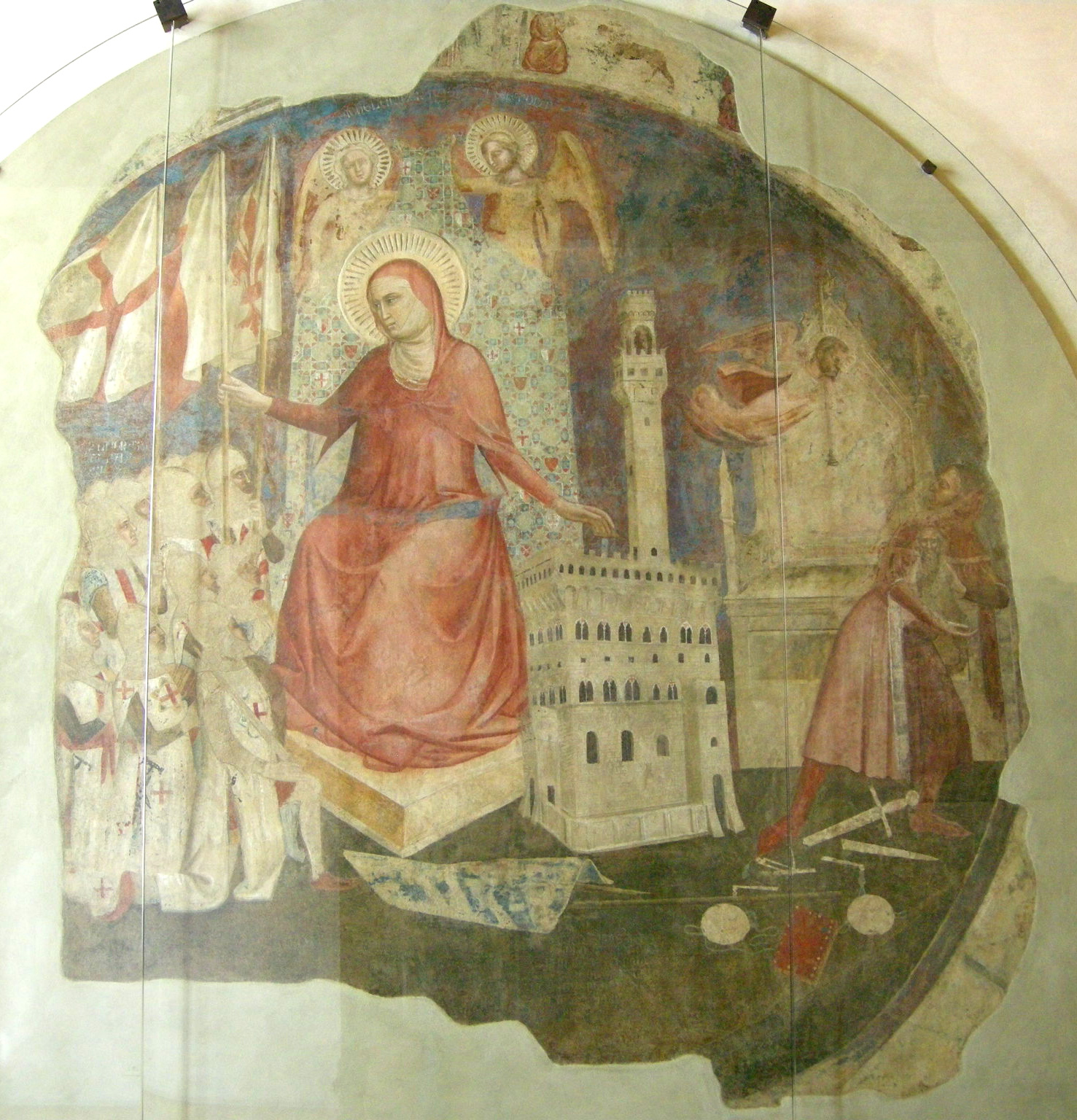
Wygnanie księcia Aten, fresk z Palazzo Vecchio

Wydarzenia z 24 czerwca wywołały oburzenie wśród członków miejskiej elity, którzy postanowili zakończyć panowanie Waltera we Florencji. W tym celu starali się oni nastawić ludność przeciw księciu Aten. Sytuacja Waltera uległa dodatkowemu pogorszeniu po śmierci Roberta Mądrego. Okazało się, że był to początek okresu wielkich napięć wewnątrz królestwa neapolitańskiego, które poważnie ograniczyły jego zdolność do rozszerzania swojej władzy na inne kraje. Po usunięciu najważniejszej zewnętrznej siły, która gwarantowała hrabiemu Brienne władzę we Florencji nawet ci, których Walter darzył sympatią, zaczęli zwracać się przeciwko niemu. Wśród nich znajdowała się rodzina Acciaioli na czele z Angelo, nowym biskupem Florencji.

W tym okresie wykryte zostały trzy spiski skierowane przeciw władcy. Kiedy główny spiskowiec jednego z nich, Antonio Adimari, został aresztowany i osadzony w więzieniu, sprawy szybko nabrały tempa. Spiski połączyły się w jedno zbrojne powstanie, które rozpoczęło się w pierwszych godzinach dnia 26 lipca. Wkrótce Walter i jego ludzie zostali zamknięci na Piazza della Signoria. Przez kilka dni Walter był oblężony na placu, podczas gdy jego przyjaciele i sprzymierzeńcy w pozostałych częściach miasta byli ścigani i mordowani. Kronikarz Villani tak opisuje scenę, której był świadkiem: 
"Wszyscy wyszli na ulice, konno lub pieszo. Mieszkańcy gromadzili się w swoich dzielnicach, wymachując flagami i krzycząc: "Śmierć księciu [Aten] i jego ludziom! Niech żyje lud! Niech żyje Florencja! Niech żyje wolność!". 
Walter próbował uspokoić sytuację, uwalniając Antonia Adimari, ale zostało to odebrane jako oznaka słabości. W końcu, w zamian za zapewnienie, że sam będzie mógł opuścić miasto, Walter zgodził się zrezygnować z signorii i oddać kilku swoich najbliższych współpracowników w ręce brutalnej sprawiedliwości tłumu. Podczas gdy Cerettieri de Visdomini zdołał uciec, Wilhelm z Asyżu i jego młody syn zostali zabici przez rozwścieczony tłum. Pod koniec dnia, w obecności biskupa Angelo, ratyfikowana została abdykacja Waltera. Po wygnaniu hrabiego 26 lipca, czyli dzień świętej Anny, został mianowany świętem patriotycznym.

### Ocena rządów
Krótkie, choć niezapomniane panowanie Waltera przeszła do historii Florencji jako "tyrania księcia Aten". We florenckiej tradycji historiograficznej postać hrabiego z Brienne oceniana była jednoznacznie negatywnie. Florencka kampania propagandowa skierowana przeciw Walterowi rozpoczęła się tuż po jego wygnaniu i piętnowała go jako złoczyńcę i ponurego tyrana. Czarna legenda księcia Aten, jak nazywany był w przekazach florenckich, znalazła wyraz między innymi w kronice Niccolò Machiavellego, Istorie fiorentine, pisanej w latach 20. XVI wieku: 
"[Książę] był chciwy i okrutny, trudny w audiencjach, arogancki w odpowiedziach; zależało mu na niewoli, a nie na dobrej woli ludzi, i z tego powodu bardziej chciał, aby się go bano niż kochano. Jego osoba nie była mniej nienawistna od jego obyczajów, był bowiem mały, ciemny, miał długą i rzadką brodę, tak że pod każdym względem zasługiwał na nienawiść..."
Walter szybko stał się czarnym charakterem w historii Republiki: okrutnym despotą, który zmuszał obywateli do wiecznego poddaństwa, przy pomocy grupy swoich równie niegodziwych popleczników, takich jak Wilhelm z Asyżu czy Cerettieri de' Visdomini. Brytyjski historyk Guy Perry zwraca uwagę, że choć za florencką tradycją historiograficzną kryje się ziarno prawdy, to kronikarskie szkice postaci Waltera są przedstawieniami stereotypowego tyrana. Dodatkowo wskazuje na dalekosiężnie skutki działalności politycznej hrabiego w stosunku do warstw niższych: elity, które pozbawiły go władzy, zostały z kolei obalone w ciągu dwóch miesięcy od jego wygnania, a na ich miejsce utworzono Trzeci Rząd Ludowy.
Niemiecka historyk Barbara Beuys zwraca uwagę na pozytywne aspekty rządów Waltera. Hrabia potraktował zadanie przywrócenia miasta do porządku poważnie, dlatego między innymi dbał o to, aby urzędy obsadzane były ludźmi kompetentnymi, a za jego rządów wyszły na jaw nadużycia ze strony kupców i bankierów, które Walter piętnował - zażądał na przykład wysokich kar za kradzieże własności miejskiej własności.

## Późniejsze lata

### Po wygnaniu

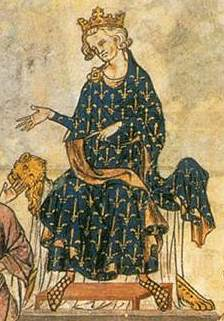
Filip VI, król Francji

Chociaż Walter zrzekł się swojego panowania, Florentczycy obawiali się, że wkrótce będzie próbował je odzyskać. Według Villaniego, pod koniec 1344 roku rząd miasta wyznaczył za głowę Waltera nagrodę w wysokości 10 000 florenów. Początkowo Walter szukał wsparcia na dworze neapolitańskim, jednak możliwe, że ze względu na wpływy rodziny Acciaioli oraz, co bardziej prawdopodobne, na toczące się tam walki polityczne, nie otrzymał on pomocy. Niezwłocznie wycofał się do Francji, gdzie miał nadzieję na większy sukces w kontaktach z papiestwem i królem francuskim. W rezultacie doszło do swego rodzaju wojny propagandowej, ponieważ zarówno Florencja, jak i Walter rywalizowali o to, by przedstawić papieżowi i Filipowi VI swoją wersję wydarzeń. Ostatecznie król Francji opowiedział się po stronie wygnanego hrabiego. 19 września Filip napisał do Florencji list, w którym domagał się posłania wysłanników, z którymi mógłby omówić kwestię odszkodowań. Sprawy przybrały jednak taki obrót, że król zezwolił Walterowi na podjęcie działań odwetowych wobec florenckich kupców, jeśli do końca maja 1346 r. nie otrzyma on odpowiedniego odszkodowania. Wkrótce po powrocie Waltera do Francji, w połowie lat czterdziestych XIV w. poślubił Joannę z Brienne, córkę swojego krewnego, Raula I. Potrzeba pomocy francuskiej przeciwko Florencji związała Waltera z Filipem VI w kolejnej fazie wojny stuletniej (1341- 1347). W tej fazie główny pole działań wojennych objęło swoim zasięgiem prawie całą północną Francję. W 1346 roku Walter wziął udział w bitwie pod Crecy, która zakończyła się porażką wojsk Francuskich. Historyk Guy Perry twierdzi, że w tym czasie Walter mógł również brać udział w działaniach wojennych na terenach Akwitanii.

### Walki we Włoszech
Śmierć jego krewnego Raula I z Brienne, mogła zachęcić Waltera VI do rozpoczęcia planowania powrotu w rejon Morza Śródziemnego. Wiele wskazuje na to, że mniej więcej w tym czasie porzucił on wszelkie nadzieje na odzyskanie władzy we Florencji i zaczął powracać do dawnego celu, jakim było odzyskanie księstwa ateńskiego. Na przykład w 1348 roku rozkazał repatriować głowę jego ojca, Waltera V, do Włoch, gdzie została pochowana z honorami w Lecce.
Pod koniec 1351 roku Walter przygotowywał się do wyruszenia do południowych Włoch. Jego planem było najprawdopodobniej udanie się do Grecji i przeprowadzenie drugiej inwazji na półwysep, prawie dwie dekady po poprzedniej. Ponieważ Wenecjanie odmówili Walterowi pozwolenia na uzbrojenie okrętów w swoim mieście, oznaczało to, że aby naprawdę rozpocząć realizację projektu, Walter musiał ponownie zwrócić się o pomoc do Andegawenów. Jednak w owym czasie Królestwem Neapolu wstrząsały gwałtowne walki wewnętrzne między różnymi gałęziami rodu Andegawenów. Doprowadziło to nie tylko do poważnego załamania się wewnętrznego prawa i porządku w państwie, ale także do powtarzających się inwazji węgierskich na południowe Włochy, w czasie gdy dżuma zaczynała pustoszyć półwysep. W takiej sytuacji Walter zmuszony był przede wszystkim do ochrony własnych posiadłości we Włoszech, zanim mógł podjąć kolejną wyprawę na Grecję. W rezultacie szybko został wciągnięty w zaciekłą walkę z hrabią Caserta, który zniszczył znaczną część Terra d'Otranto. Sytuacja polityczna była tak niestabilna, że Walter mógł nawet próbować zająć Brindisi, w imieniu królowej Neapolu Joanny I. Nie miał jednak żadnych szans na uzyskanie wystarczającej pomocy, która była potrzebna do podboju Aten. Z tego powodu jedyną trwałą pamiątką po ﬁnalnym pobycie Waltera w basenie Morza Śródziemnego było założenie klasztoru Santa Croce.

### Bitwa pod Poitiers

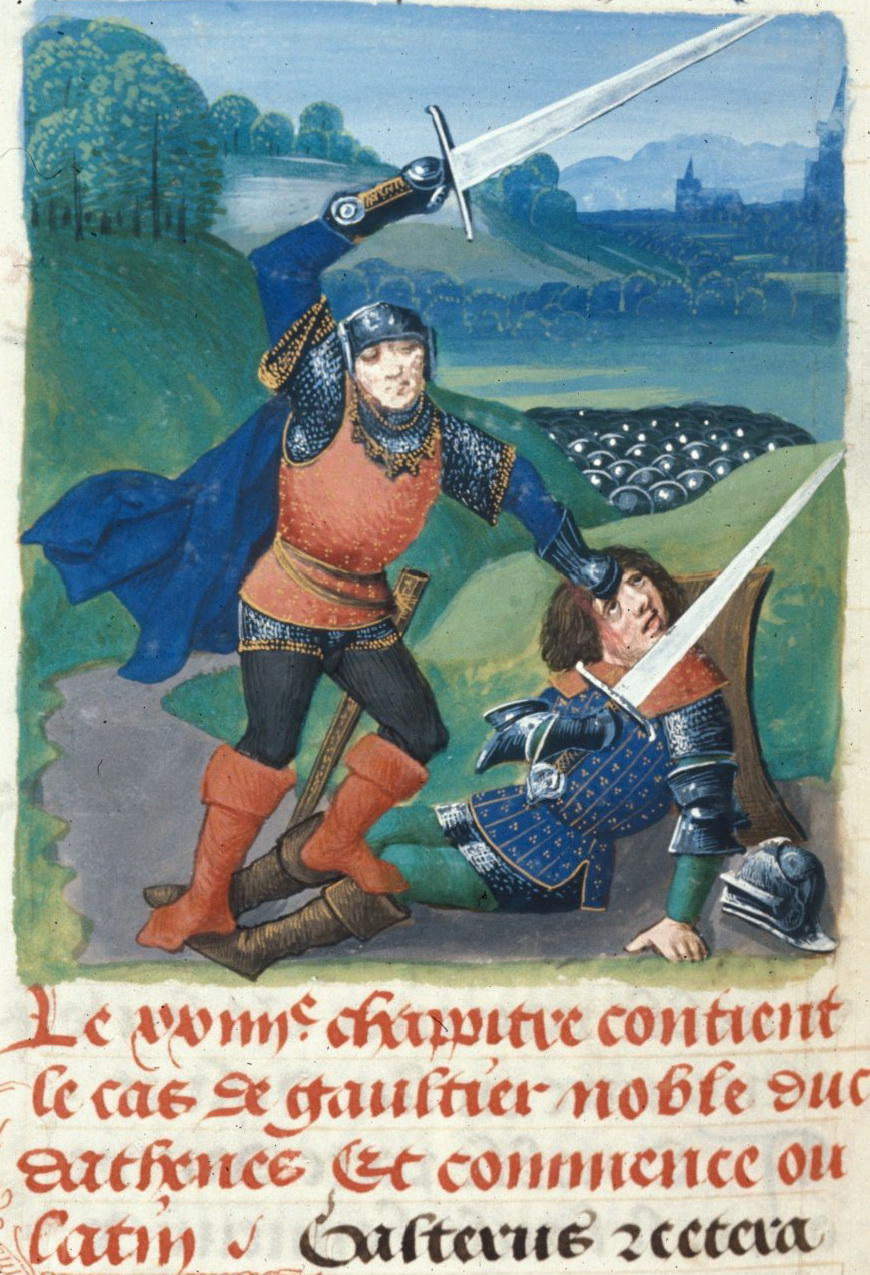
Śmierć Waltera VI pod Poitiers, miniatura z XIV wieku

Walter powrócił do Francji w samą porę, by wziąć udział w kolejnej, jak dotąd najbardziej katastrofalnej fazie wojny stuletniej. Zarówno szlachta francuska, jak i nowy król Francji, Jan II, byli bardzo usatysfakcjonowani jego powrotem z Włoch. Ci pierwsi uczynili go nawet swoim przedstawicielem na spotkaniu Stanów Generalnych w 1355 roku. Późną wiosną następnego roku król Jan mianował Waltera konstablem Francji, na stanowisko, które ostatnio piastowali krewni Waltera z rodu Eu, a wcześniej jego dziadek, Walter z Châtillon. Niedługo potem syn i spadkobierca Edwarda III, Edward Woodstock, który znany był jako Czarny Książę, rozpoczął serię niszczycielskich pogromów z Gaskonii. W odpowiedzi król Jan zebrał armię, by wymusić ostateczne starcie z wojskami angielskimi. Oba wojska spotkały się 19 września 1356 r. pod Poitiers. Choć wiele kwestii dotyczących bitwy pozostaje dyskusyjnych, badacze są zdania, że armia francuska była z pewnością wyraźnie liczniejsza od angielskiej - być może nawet dwukrotnie.
Główna część armii francuskiej była przygotowana do walki pieszo, nie dotyczyło to jednak falangi dowodzonej przez Waltera oraz marszałków Francji, Arnoula z Audrehem i Jana z Clermont. Na początku bitwy Anglicy wykonali manewr, który wyglądał na próbę wycofania się z pola walki. Widząc to Walter i pozostali dowódcy nie podejrzewali podstępu ze strony przeciwnika, dlatego pochopnie wydali rozkaz do szarży francuskiej kawalerii za uciekającymi łucznikami. Atak został jednak spowolniony przez gąszcze zarośli, które chroniły Anglików. Prawdziwe szkody wyrządził jednak morderczy grad strzał z długich łuków. Był to początek klęski o wiele gorszej niż ta pod Crécy, a kulminacją bitwy było pojmanie samego króla Francji, zaś sam Walter został zabity w czasie walk. Po bitwie hrabiego ciało zostało sprowadzone do Brienne i, zgodnie z jego życzeniem, pochowane w klasztorze Beaulieu, gdzie spoczywały również jego dwie córki, które zmarły w dzieciństwie.

### Testament
Walter sporządził swój testament na kilka lat przed swoją śmiercią, a dokładnie niemal dekadę wcześniej. Jest to długi dokument, zawierający ponad 140 klauzul i stanowi ważne źródło, które dostarcza wielu informacji na temat starszej linii rodu Brienne, na krótko przed jej ostatecznym wygaśnięciem. W dokumencie wymienieni są z imienia i tytułu członkowie dworu hrabiego, w tym jego kapelan, kucharze, krawiec, cyrulik, pokojowiec, paź i lokaje. Z głównej części tekstu jasno wynika, że ziemie Waltera były skupione w północno-wschodniej Francji i południowych Włoszech, nie licząc posiadłości w Grecji i na Cyprze. Dokument zawiera również zapisy dla instytucji religijnych, na różnych obszarach geograficznych: czterech kaplic w hrabstwie Brienne, nowego kościoła i klasztoru Celestynów w Lecce, a także klasztoru w Kiveri, niedaleko Napulii.
Ponieważ w chwili śmierci Waltera żadne z jego dzieci już nie żyło, pozostawił swoje tytuły, ziemie i roszczenia "bardzo drogiej i ukochanej siostrze", Izabeli z Brienne, żonie Gautiera z Ehghien. Następnie tytuły Waltera zostały rozdzielone na jego siostrzeńców, spośród których Sohier z Enghien otrzymał tytuł księcia Aten i hrabiego Brienne, Jan z Enghien został hrabią Lecce, Ludwik z Enghien hrabią Conversano, zaś Guy otrzymał Argos i Napulię.

## Małżeństwa i potomstwo

### Beatrycze z Tarentu
Pierwszą żoną Waltera była Beatrycze z Tarentu, córka Filipa, tytularnego cesarza Konstantynopola i Tamary Angeliny, bizantyjskiej arystokratki. którą poślubił na początku lat 20. XIV wieku, pod protekcją stryna panny młodej, Roberta Mądrego. Małżeństwo było wyrazem ambicji Waltera, który zamierzał zacieśnić relacje z Andegawenami, licząc w ten sposób na ich zaangażowanie w kwestię odzyskania przez niego księstwa Aten. Para doczekała się tylko jednego potomka, syna urodzonego we wrześniu 1329 roku, któremu nazwany został po ojcu i dziadku. Małgorzata przebywała razem z mężem we Florencji w 1326 roku, kiedy zastępował księcia Kalabrii. W roku 1332, kiedy Walter VI przebywał na wyprawie w Grecji, Małgorzata dołączyła do niego w twierdzy Glarentza, gdzie zabrała ze sobą również syna. W połowie lata tego samego roku dziecko nieoczekiwanie zachorowało, a niedługo potem zmarło, w wieku trzech lat. Dokładna data śmierci Małgorzaty nie jest znana, prawdopodobnie zmarła pod koniec lat 30. XIV wieku.

### Joanna z Brienne
W połowie lat 40., kilka lat po śmierci pierwszej żony, Walter ożenił się po raz drugi, tym razem z Joanną z Brienne, córką swojego krewnego, Raula I z Brienne, hrabiego Eu. Było to pierwsze i jedyne małżeństwo, jakie zawarto pomiędzy różnymi gałęziami rodu Brienne, hrabiów Brienne i hrabiów Eu. Joanna urodziła Walterowi dwie córki, Joannę i Małgorzatę. Prawdopodobnie zmarły jeszcze w dzieciństwie i zostały pochowane w opactwie Beaulieu. Joanna przeżyła swojego męża i wyszła za mąż ponownie za Ludwika d'Évreux, hrabiego Étampes, którego poślubiła w 1358 roku.

## W kulturze i sztuce

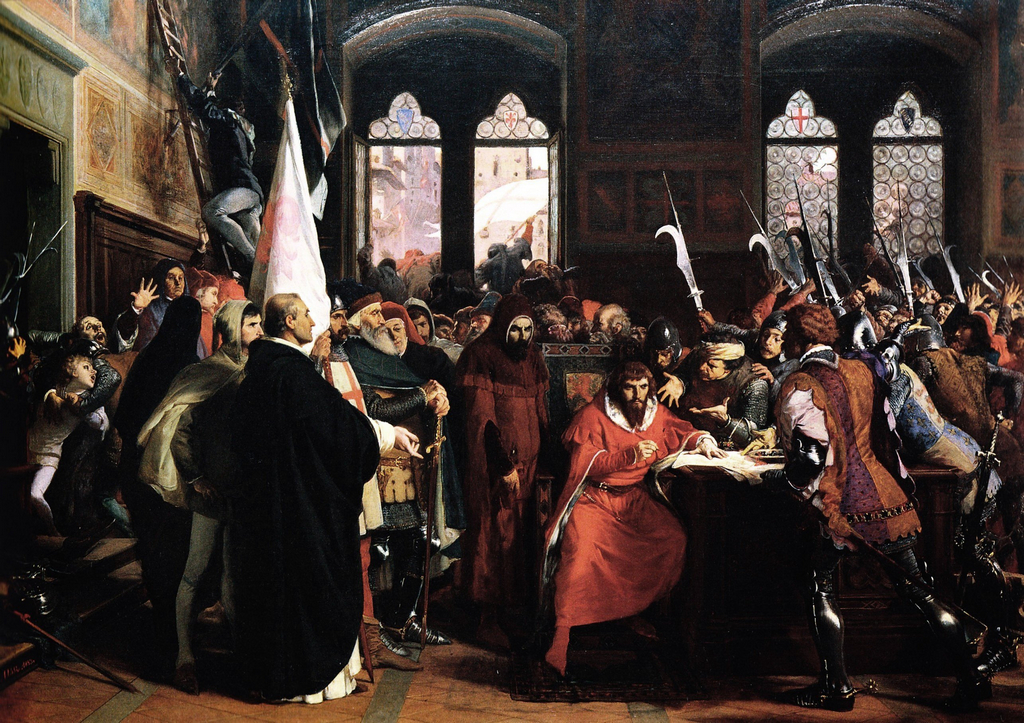
Wygnanie księcia Aten, 1860

Walter z Brienne jest jedną z postaci występujących w dziele florenckiego pisarza, Giovanniego Boccaccia, Dekameron. Występuje tam jako "książę Aten" i jest prześmiewczo ukazany jako jeden z dziewięciu kochanków Alatiel, córki sułtana Babilonu, Beminedaba. Choć nie jest to zgodne z prawdą historyczną, stanowi prawdopodobnie satyryczną aluzję do Waltera VI - jego krótkie, ale niezapomniane rządy sprawowane we Florencji miały miejsce niespełna dziesięć lat przed napisaniem Dekameronu.
Postać Waltera występuje również na obrazie La cacciata del duca di atene (pl. Wygnanie księcia Aten), autorstwa włoskiego malarza, Stefano Ussi.